# 431-es busz (Kecskemét)
A kecskeméti 431-es jelzésű autóbusz a Széchenyi tér és a Rendőrfalu (Szent László-város) között közlekedik a Gokart Stadion érintésével. A viszonylatot a Kecskeméti Közlekedési Központ megrendelésére az Inter Tan-Ker Zrt. üzemelteti.

## Története
2009. január 1-jétől a buszok a Gokart Stadionig közlekednek.

## Útvonala
| Széchenyi tér ► Rendőrfalu ► Széchenyi tér |
| --- |
| Széchenyi tér vá. – Szilády Károly utca – Kölcsey utca – Dobó István körút – Batthyány utca – Halasi út – Mindszenti körút – Matkói út – Szent László körút – Gokart Stadion, forduló – Szent László körút – Halasi út – Batthyány utca – Katona József tér – Csányi János körút – Koháry István körút – Hornyik János körút – Széchenyi tér vá. |

## Megállóhelyei
Az átszállási kapcsolatok között az azonos útvonalon közlekedő 2-es, 2D és 2S buszok nincsenek feltüntetve.
| 0  | Széchenyi tér végállomás | |
| 2  | Dobó körút               | 1, 4, 4A, 4C, 6, 7, 7C, 11, 11A, 13, 13D, 13K, 15, 19, 28, 32 Helyközi buszok                                        |
| 4  | Rávágy tér               | 6, 14D, 21, 28, 32 Helyközi buszok                                                                                   |
| 5  | Mátis utca               | 32 Helyközi buszok S210 (Kecskemét alsó)                                                                             |
| 7  | Halasi úti Felüljáró     | 32 Helyközi buszok                                                                                                   |
| 8  | Matkói út                | |
| 9  | Phoenix Pharma           | |
| 10 | Sanyó Presszó            | |
| 11 | Szövetség utca           | |
| 12 | Gokart Stadion           | |
| 13 | Szövetség utca           | |
| 14 | Sanyó Presszó            | |
| 16 | Damjanich iskola         | 32 Helyközi buszok                                                                                                   |
| 17 | Csókás utca              | 32 Helyközi buszok                                                                                                   |
| 18 | Halasi úti Felüljáró     | 32 Helyközi buszok                                                                                                   |
| 20 | Mátis utca               | 32 Helyközi buszok S210 (Kecskemét alsó)                                                                             |
| 21 | Rávágy tér               | 6, 14D, 21, 28, 32 Helyközi buszok                                                                                   |
| 23 | Katona József Színház    | 1, 3, 3A, 4, 4A, 4C, 6, 7, 7C, 11, 11A, 12, 13, 13K, 15, 18, 19, 20H, 23, 23A, 28, 32 Helyközi buszok                |
| 26 | Széchenyi tér végállomás | 3, 3A, 4, 4A, 4C, 5, 6, 7, 7C, 9, 10, 11, 11A, 12, 13, 13D, 13K, 14, 16, 18, 20, 20H, 23, 23A, 28, 29, 34A, 169, 916 |